# 1004
1004 (MIV) fue un año bisiesto comenzado en sábado del calendario juliano.

## Acontecimientos
- Sancho III de Navarra se convierte en rey de Pamplona (Navarra), Aragón y Castilla.
- Enrique IV de Baviera se corona rey de Italia en Pavía.
- Juan XVIII sucede a Juan XVII como papa.
- Cae en Bujará la dinastía Samaní.

## Nacimientos
- Bolli Bollason, caudillo vikingo.
- Dedo I de Lusacia, margrave de la Marca Sajona Oriental.
- Finn Arnesson, caudillo vikingo.
- Guillermo VI de Aquitania, duque de Aquitania.
- Naser Josrow, teólogo, poeta, viajero y filósofo ismaelí.
- Roberto I de Normandía.

## Fallecimientos
- Abón de Fleury, monje francés.
- Adelaida de Aquitania.
- Glúmur Eyjólfsson, bóndi y vikingo.
- Manso de Amalfi, duque de Amalfi y príncipe de Salerno.
- Ólafur pái Höskuldsson, mercader y caudillo vikingo.
- Thorsteinn Eriksson, explorador vikingo.